# Алортон (Илиноис)
Алортон (енгл. Alorton) град је у америчкој савезној држави Илиноис.

## Демографија
По попису из 2010. године број становника је 2.002, што је 747 (-27,2%) становника мање него 2000. године.
| Група             | 2000.         | 2010.         |
| Белци             | 41 (1,5%)     | 19 (0,9%)     |
| Афроамериканци    | 2.669 (97,1%) | 1.955 (97,7%) |
| Азијати           | 0 (0,0%)      | 1 (0,0%)      |
| Хиспаноамериканци | 20 (0,7%)     | 5 (0,2%)      |
| Укупно            | 2.749         | 2.002         |